# Toddington
Toddington är en ort och civil parish i Central Bedfordshire i Bedfordshire i England. Folkmängden uppgår till cirka 4 600 invånare.